# St. Pantaleon (Oberösterreich)
St. Pantaleon (auch Sankt Pantaleon; in der lokalen Mundart Pontigo) ist eine Gemeinde im oberösterreichischen Innviertel (Bezirk Braunau am Inn), mit 3295 Einwohnern (Stand 1. Jänner 2025).

## Geografie

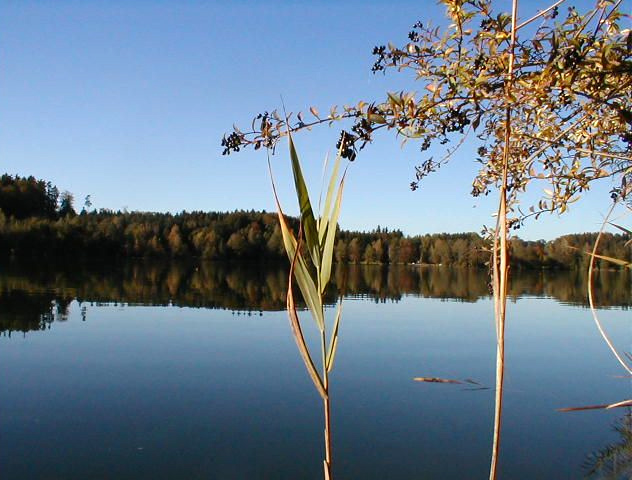
Höllerersee

St. Pantaleon liegt auf 436 m ü. A. im Oberen Innviertel, direkt an der Salzach, auf der anderen Seite dieser ist Bayern.
Südlich grenzt St. Pantaleon an das österreichische Bundesland Salzburg.
Die Ausdehnung beträgt von Nord nach Süd 7,5 km, von West nach Ost 5,7 km. Die Gesamtfläche beträgt 18,32 km². 23,6 % der Fläche sind bewaldet, 63,7 % der Fläche sind landwirtschaftlich genutzt.
Im Gemeindegebiet befindet sich in einer bewaldeten Senke der Höllerersee.

### Gemeindegliederung
Das Gemeindegebiet umfasst die Katastralgemeinden St. Pantaleon, Steinwag und Wildshut.
Die Ortschaften der Gemeinde sind (in Klammern Einwohnerzahl Stand 1. Jänner 2025):
- Hollersbach (21) (auch in Ostermiething)
- Kirchberg (215)
- Laubenbach (23)
- Loidersdorf (111)
- Mühlach (18)
- Pirach (51)
- Reith (198)
- Riedersbach (897)
- Roidham (26)
- Sankt Pantaleon (1021)
- Seeleiten (83)
- Steinwag (43)
- Stockham (89)
- Trimmelkam (358)
- Wildshut (141)

Des Weiteren gibt es Ortslagen mit eigenen Bezeichnungen, die einer oder zwei Ortschaften zugerechnet werden so Eiferding, Esterloh, Söllham, Pichling, wie auch Kirchberg Siedlung, Riedersbach Siedlung und die Vorderberger Siedlung.
Zählsprengel sind Riedersbach für den Nordteil der Gemeinde mit Trimmelkam, und St.Pantaleon-Wildshut für den Süden und Osten.
Der zuständige Gerichtsbezirk ist der Gerichtsbezirk Mattighofen, bis 2004 gehörte die Gemeinde zum Gerichtsbezirk Wildshut.

### Nachbargemeinden
| Ostermiething Salzach                                 | Haigermoos                                           | Franking |
| Fridolfing (Lkr. Traunstein, RBez. Oberbayern BY, DE) | Kompassrose, die auf Nachbargemeinden zeigt          | ∗        |
| Salzach                                               | Sankt Georgen bei Salzburg (Bez. Salzburg-Umg., SBG) |          |

∗ Gem. Lamprechtshausen, Bez. Salzburg-Umgebung, grenzt im Weidmoos um 150 m nicht an.

## Geschichte

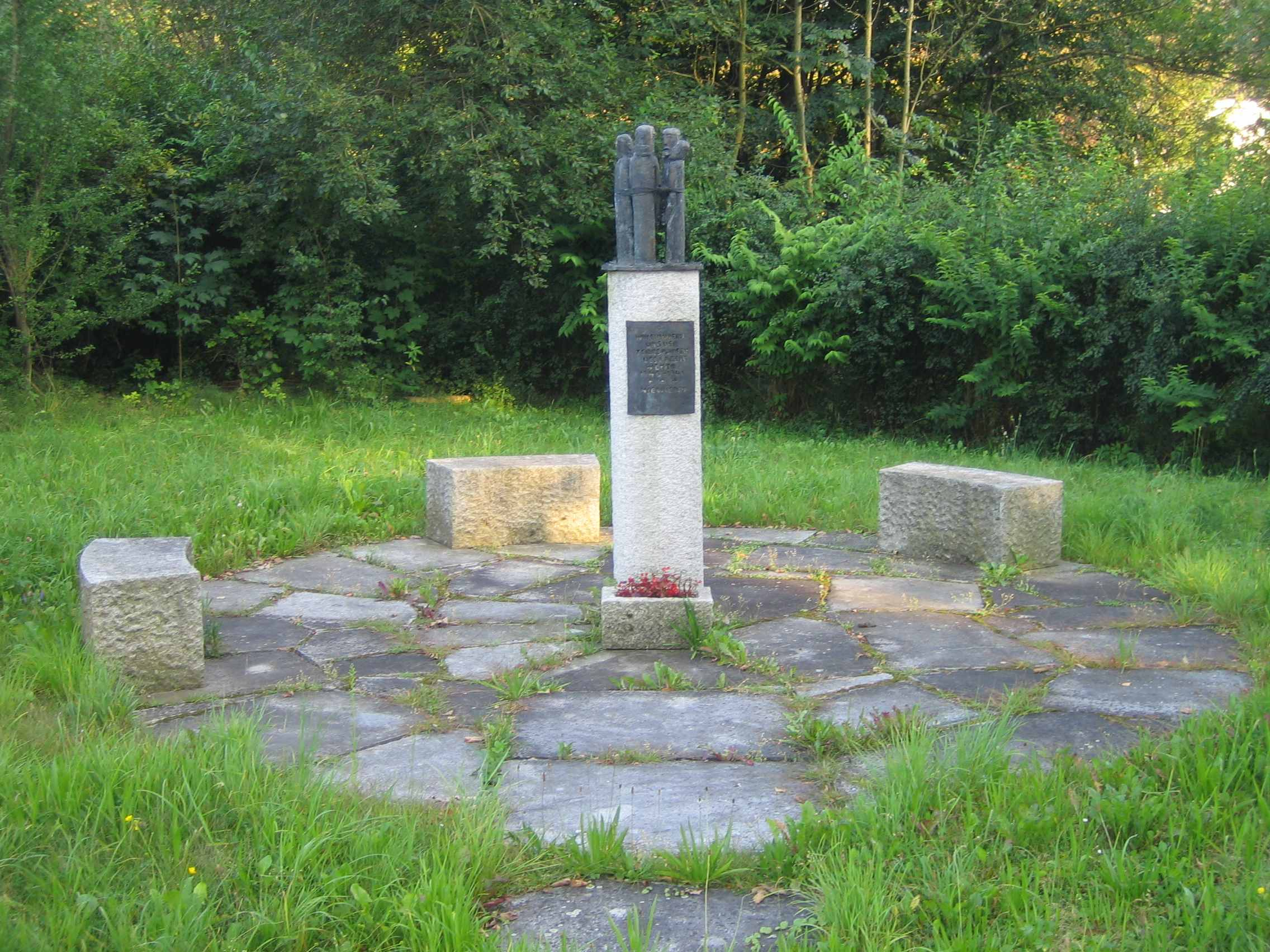
Mahnmal bei der Erinnerungsstätte Lager Weyer/Innviertel in St. Pantaleon, zum Gedenken an die Opfer des NS-Straflagers in Weyer

Seit Gründung des Herzogtums Bayern war St. Pantaleon bis 1779 bayrisch. Der Ort kam nach dem Frieden von Teschen 1779 zusammen mit den östlich des Inn gelegenen Gebieten des kurfürstlichen Rentamtes Burghausen, die bis dahin „Innbaiern“ geheißen hatten, als „Innviertel“ zu Österreich. Salzach und Unterer Inn, die bis dahin in erster Linie Handelswege innerhalb Bayerns gewesen waren, wurden damit zu Grenzflüssen zwischen Bayern und Österreich ob der Enns. Während der Napoleonischen Kriege wieder kurz bayrisch, gehört St. Pantaleon seit 1816 (Vertrag von München) endgültig zu Oberösterreich. Seit 1918 gehört der Ort zum Bundesland Oberösterreich.
Nach dem Anschluss Österreichs an das nationalsozialistische Deutsche Reich am 13. März 1938 gehörte der Ort zum Gau Oberdonau.
Während der NS-Zeit wurde von den Nationalsozialisten im Juli 1940 auf dem damaligen Gemeindegebiet in Weyer (heute der Gemeinde Haigermoos zugehörig) das Arbeitserziehungs- und Zigeuneranhaltelager St. Pantaleon-Weyer eingerichtet, das zunächst bis Januar 1941 als Arbeitserziehungslager betrieben und dann bis Ende 1941 als Zigeuneranhaltelager weitergeführt wurde.
Im Jahr 2000 wurde an der Moosach, einem kleinen Nebenbach der Salzach, die Erinnerungsstätte Lager Weyer/Innviertel geschaffen und dort ein Mahnmal errichtet. Die Häftlinge des ehemaligen nationalsozialistischen Gefangenenlagers in Weyer waren damals bei der Regulierung der Moosach als Zwangsarbeiter eingesetzt worden.
Eine Brücke, die in unmittelbarer Nähe zum ersten Lager über die Moosach führt und die St. Pantaleon mit der Salzburger Gemeinde St. Georgen verbindet, wurde 2009 vom Sankt Pantaleoner Bürgermeister gemeinsam mit dem Bürgermeister der Nachbargemeinde zur Brücke der Erinnerung erklärt.

### Einwohnerentwicklung
1991 hatte die Gemeinde laut Volkszählung 3108 Einwohner, 2001 wurden 3062 Bewohner gezählt. Von 2001 bis 2011 blieb zwar die Wanderungsbilanz negativ, konnte aber durch die positive Geburtenbilanz wettgemacht werden, sodass die Bevölkerungszahl wieder auf 3.093 stieg. 2018 sank die Einwohnerzahl auf 3085.

## Kultur und Sehenswürdigkeiten
- Schloss Wildshut

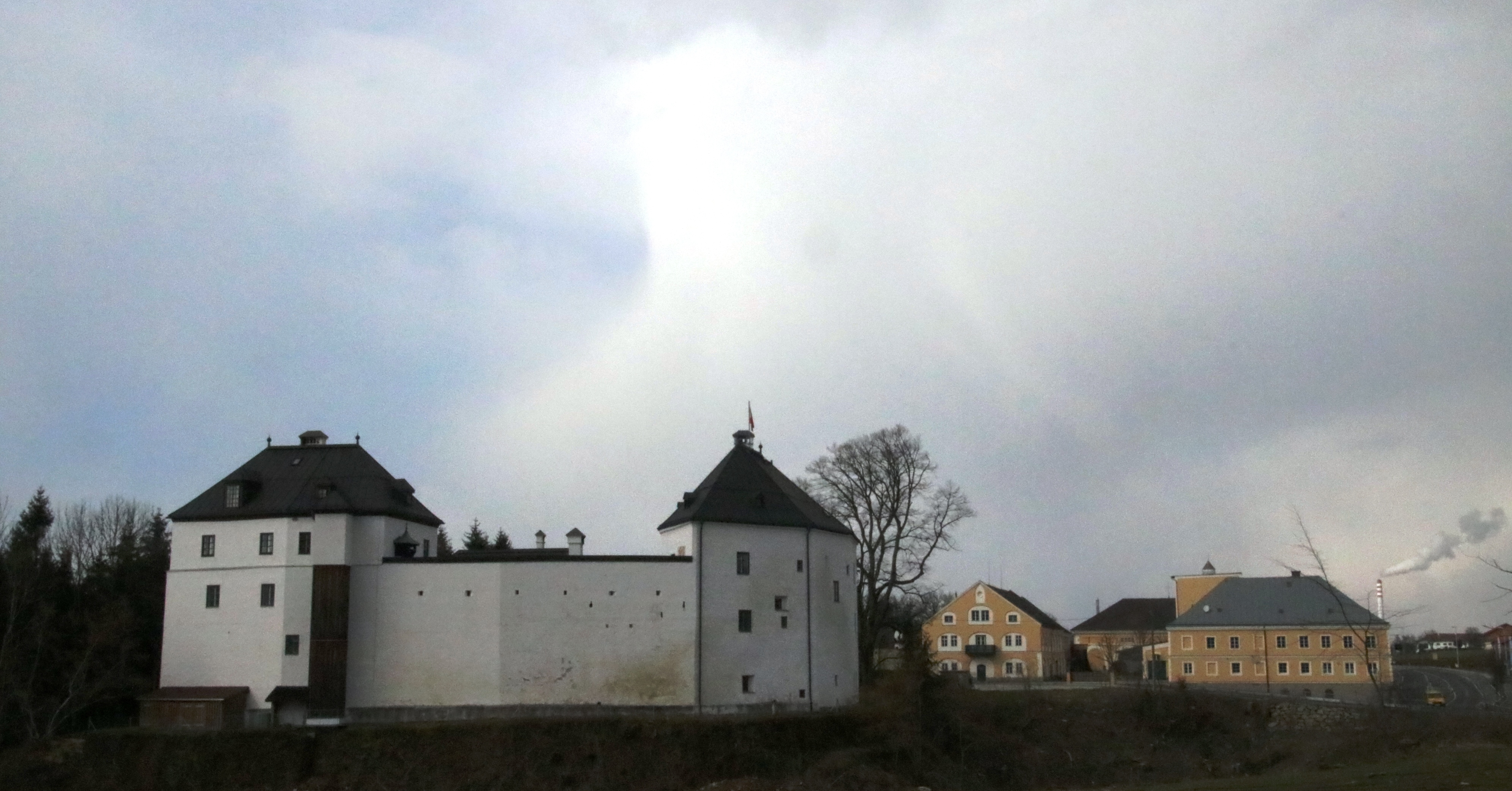
Schloss Wildshut

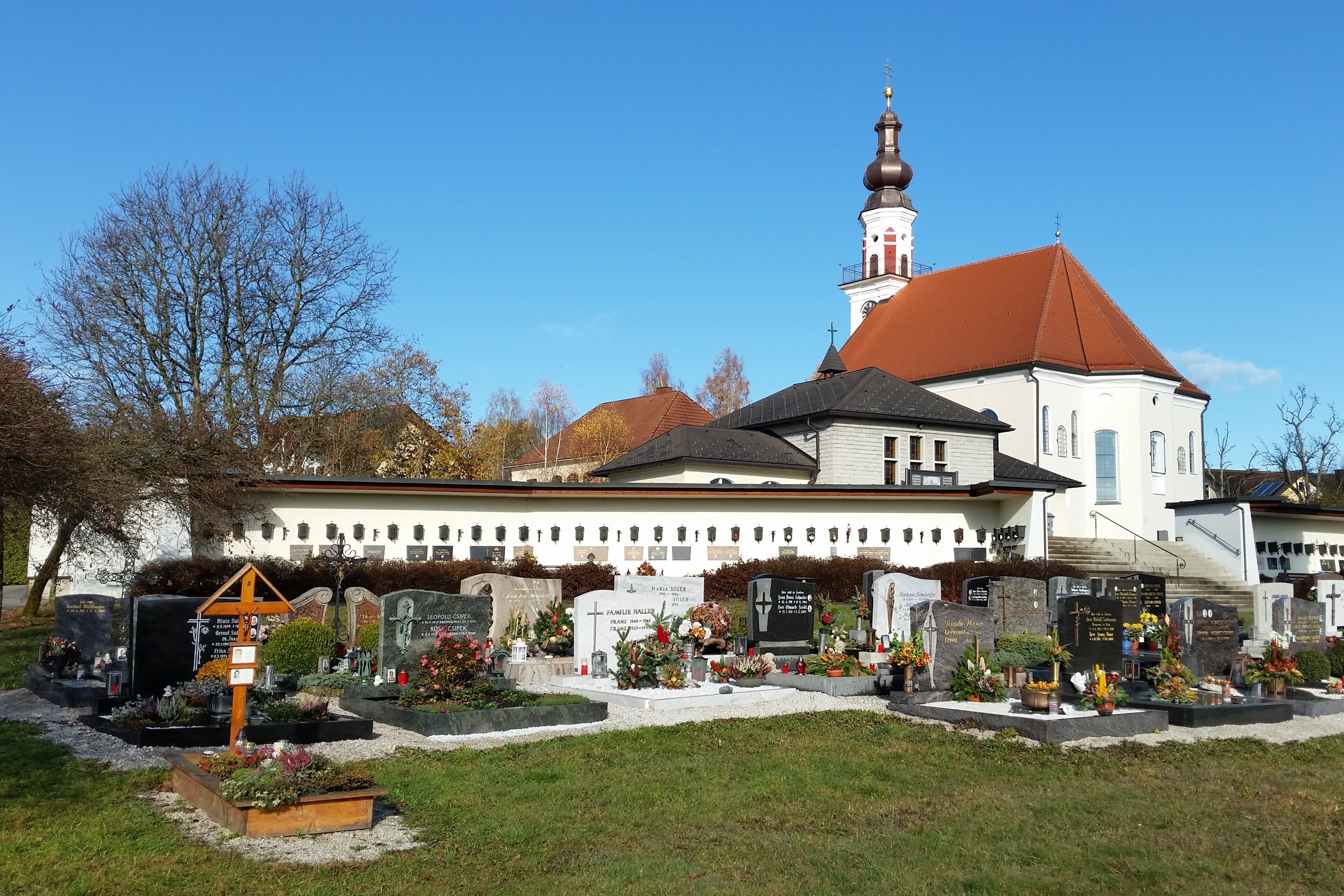
Pfarrkirche St. Pantaleon

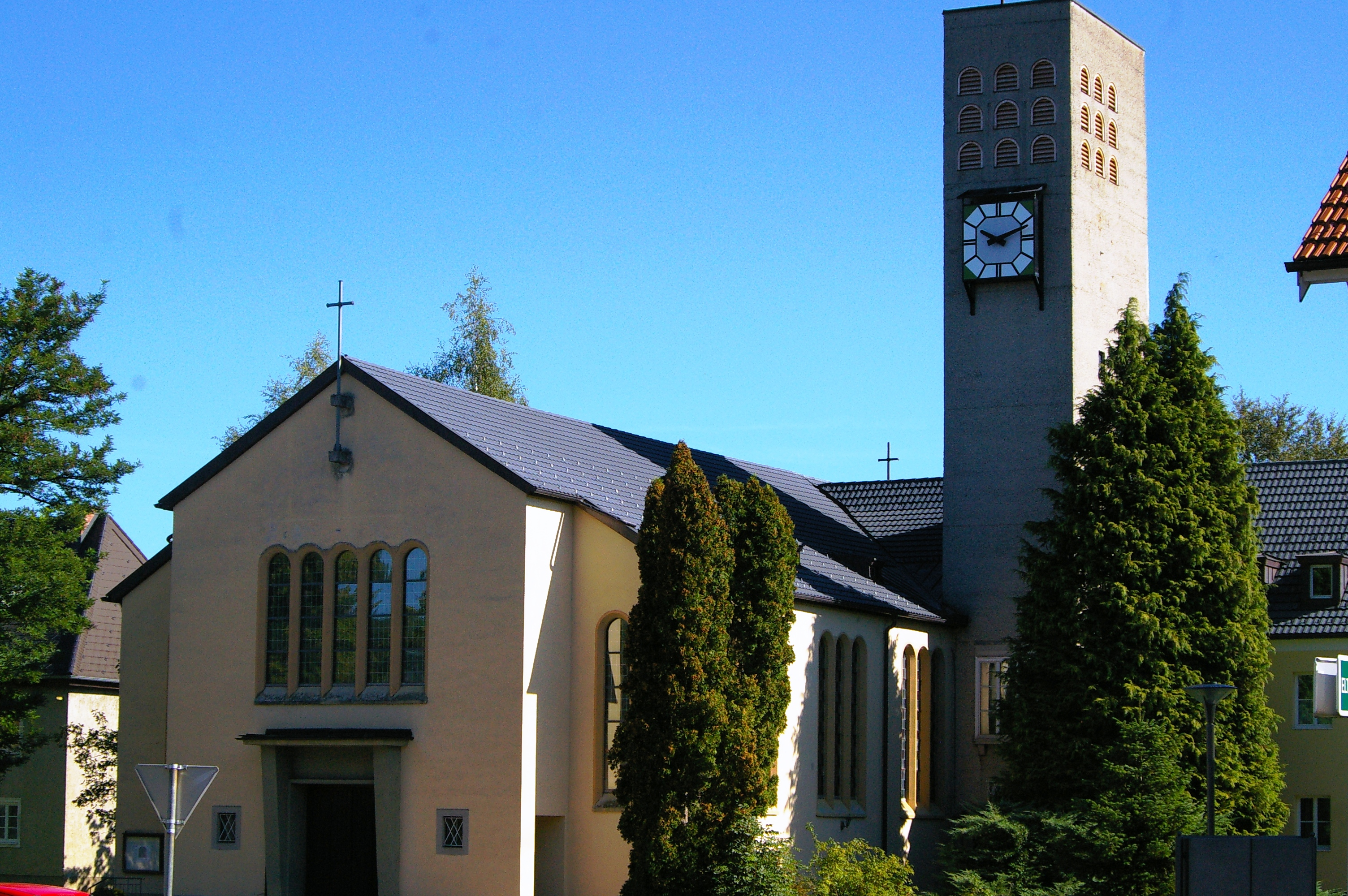
Pfarrkirche Riedersbach

- Katholische Pfarrkirche St. Pantaleon
- Katholische Pfarrkirche Riedersbach Heilige Familie

## Wirtschaft und Infrastruktur

### Vereine
- Bergknappenkapelle Trimmelkam
- Bergknappenchor Trimmelkam
- Bergknappenklub Trimmelkam
- Musikkapelle St. Pantaleon
- Kinderfreunde Riedersbach
- Landjugend St. Pantaleon
- USV St. Pantaleon
- Bergbaufreunde St. Pantaleon
- Schützenverein St. Pantaleon

### Verkehr
Im Gemeindegebiet liegen der Bahnhof Trimmelkam und weitere vier Stationen der Bahnstrecke Bürmoos–Ostermiething. Diese wird von der Salzburg AG betrieben und ist als Linie S11 in die S-Bahn Salzburg integriert. Die Haltestellen werden stündlich, teilweise halbstündlich angefahren.

### Sport und Freizeit
Die Gemeinde ist Mitglied in der Tourismusregion Seelentium.
Der Höllerersee gilt als Ausflugsziel und wird sowohl im Sommer als auch im Winter zu Freizeitzwecken genutzt (Schwimmen, Fischen, Eislaufen). Er ist einer von mehreren kleinen Seen aus dem weiter umliegenden Gebiet, die namensgebend für die Tourismusregion Seelentium waren.
Durch das Gemeindegebiet von St. Pantaleon führt der als R 25 geführte „Ibmer Moor Radweg“, ein Radwanderweg vom nahen Ibmer Moor, der über die St. Pantaleoner Ortschaft Riedersbach nach Hochburg-Ach führt.

## Politik
Der Gemeinderat hat 25 Mitglieder.
- Mit den Gemeinderats- und Bürgermeisterwahlen in Oberösterreich 2003 hatte der Gemeinderat folgende Verteilung: 12 SPÖ, 9 ÖVP und 2 OGL. (23 Mandate)
- Mit den Gemeinderats- und Bürgermeisterwahlen in Oberösterreich 2009 hatte der Gemeinderat folgende Verteilung: 11 SPÖ, 10 ÖVP und 4 OGL. (25 Mandate)
- Mit den Gemeinderats- und Bürgermeisterwahlen in Oberösterreich 2015 hatte der Gemeinderat folgende Verteilung: 11 ÖVP, 6 SPÖ, 4 FPÖ und 4 OGL. (25 Mandate)
- Mit den Gemeinderats- und Bürgermeisterwahlen in Oberösterreich 2021 hat der Gemeinderat folgende Verteilung: 12 ÖVP, 6 Offene Gemeinde Liste (OGL), 5 SPÖ und 2 FPÖ.[6][7]

### Bürgermeister
- bis 2009 Herbert Huber (SPÖ)
- seit 2009 Valentin David (ÖVP)

### Wappen
Die offizielle Beschreibung des Gemeindewappens lautet:
Geteilt; oben in Silber ein blauer, rot bewehrter und bezungter, schreitender Löwe, unten in Grün schräggekreuzt ein silberner Hammer und ein silberner Schlegel. Die Gemeindefarben sind blau-weiß-grün.
Der Löwe weist darauf hin, dass das Gemeindegebiet lange Zeit zu Bayern gehörte. Die Bergmannszeichen Hammer und Schlegel stehen für den Braunkohleabbau.

## Persönlichkeiten

### Söhne und Töchter der Gemeinde
- Karl Kinzl (1878–1949), Landwirt und Politiker, Mitglied des Gemeindeausschusses
- Friedrich Kranebitter (1903–1957), Nationalsozialist, Gestapo-Funktionär und SS-Sturmbannführer
- Reinhard Todt (1949–2025), Politiker (SPÖ)

### Mit der Gemeinde verbundene Persönlichkeiten
- Franz Höfer (* 1980), Triathlet, lebt in St. Pantaleon
- Ludwig Laher (* 1955), Schriftsteller, lebt in St. Pantaleon
- Lukas Perman (* 1980), Sänger, als Sohn von Gemeindearzt Ulrich Permanschlager in St. Pantaleon aufgewachsen
- Hubert Schatz (1960–2023), Autor, Maler, Grafiker und Naturgeist-Forscher
- Karlheinz Schönswetter (1941–2006), Künstler, war von 1981 bis 1989 Direktor der Hauptschule St. Pantaleon
- Rudolf Wohland (* 1956), Spieler und Präsident Salzburg Lions, Gewinner des I. Austrian Bowl 1984, Mitglied des österreichischen Nationalteams